# Kasimir von Meyendorff
Gerhard Konrad Kasimir Freiherr von Meyendorff (russisch Казимир Иванович Мейендорф; * 14. Oktoberjul. / 25. Oktober 1749greg. in Klein Roop; † 29. Januarjul. / 10. Februar 1813greg. in ebd.) war ein russischer General der Kavallerie.

## Leben

### Herkunft und Familie
Kasimir stammte aus dem in Livland zu Klein-Roop begüterten Haus des deutsch-baltischen Adelsgeschlechts der Freiherrn von Meyendorff. Seine Eltern waren der livländische Landrat und Landmarschall Georg von Meyendorff (1718–1771) und Augusta Sophie Charlotte, geborene von Stackelberg aus dem Hause Ellistfer (1727–1759).
Er vermählte sich 1790 in Riga mit der Erbin der livländischen Güter Suddenbach und Kaltenbrunn, Anna Katharina von Vegesack (1771–1840). Aus der Ehe sind vier Söhne und eine jung verstorbene Tochter hervorgegangen:
- Kasimir von Meyendorff (1794–1854), Erbherr auf Klein Roop,
- Georg von Meyendorff (1795–1863), Forschungsreisender, Diplomat und Landrat
- Peter von Meyendorff (1796–1863), Diplomat
- Alexander von Meyendorff (1796–1865), Staatsrat

### Werdegang
Meyendorff stand seit 1765 im russischen Heer und diente als Sekondemajor im Türkenkrieg. Im Jahr 1773 avancierte er zum Premiermajor, 1776 zum Oberstleutnant und 1781 zum Oberst. Seit 1782 war er Kommandeur des Ekaterinoslawer Kürassier-Regiments und seit 1786 Chef des Ekaterinoslawer Jägerkorps. Er stieg 1787 zum Brigadier auf und erhielt seine Beförderung zum Generalmajor bei gleichzeitiger Verleihung des St.-Georgs-Orden III. Klasse für seine Auszeichnung im Türkenkrieg im Jahre 1789. In den Jahren 1789 bis 1795 war er Oberkommandant von Riga und wurde 1792 mit dem St.-Wladimir-Orden II. Klasse geehrt. Mit seiner Beförderung zum Generalleutnant im Jahre 1795 wurde er auch Militärgouverneur von Livland, was er bis 1797 blieb. Er avancierte schließlich 1799 zum General der Kavallerie und war von 1803 bis 1805 Zivilgouverneur von Finnland sowie im gleichen Zeitraum Militärgouverneur von Wiborg. Ebenfalls im Jahr 1803 hat er den St.-Newski-Orden erhalten. Als Kommandeur eines Korps der Moldauarmee in den Jahren 1806 bis 1809 beschloss er seine Laufbahn.
Meyendorff war seit 1776 Besitzer von Schloss Klein Roop und Hochrosen sowie von 1795 bis 1800 Pfandbesitzer von Neu Salis sowie von 1795 bis 1813 von Haynasch.